# Horse & Hound
Horse & Hound est le plus ancien magazine équestre du Royaume-Uni. C'est un hebdomadaire dont le premier numéro est paru en 1884. 